# Cousinia boissieri
Cousinia boissieri là một loài thực vật có hoa trong họ Cúc. Loài này được Buhse mô tả khoa học đầu tiên năm 1860.